# Radosław Sobolewski
Pour les articles homonymes, voir Sobolewski.
Radosław Sobolewski, né le 13 décembre 1976 à Białystok, est un footballeur polonais. Il joue au poste de milieu défensif désormais entraîneur. Il a été également international polonais.

## Biographie

### Formation au Jagiellonia Bialystok
Radosław Sobolewski a commencé sa carrière dans les équipes jeunes du Jagiellonia Białystok en 1994. Cette même année, il gagne sa place au sein de l'équipe première qui évolue alors en I liga. C'est sous les couleurs du Jagiellonia qu'il est sélectionné pour représenter la Pologne U-18. Le club est relégué en II liga à l'issue de la saison 1995-1996. Sobolewski accompagne la descente du club et évoluera en II liga pendant un an et demi avant de rejoindre un club de première division polonaise.

### Wisła Płock
Il part quatre saisons plus tard, en janvier 2008, au Wisła Płock, club de première division qui lutte contre la relégation. C’est dans cette équipe qu'il disputera son premier match en première division, le 7 mars 1998 face au Raków Częstochowa. Il s'impose rapidement comme titulaire mais ne peut éviter la relégation du club. Le Wisła Płock remonte en première division la saison suivante, mais deux saisons plus tard, il connaît à nouveau la relégation et commence la saison 2001-2002 en I liga. 
Sobolewski cherche à quitter le club et Verner Lička, l'entraineur du Polonia Varsovie, tente de l'engager. Il participe même à la préparation d'avant-saison avec le Polonia, mais les négociations échouent. Il réintègre l'équipe première du Wisła Płock et dispute 14 matchs avant de se blesser. À la suite de cette blessure, il entre en conflit avec le président de l’époque Krzysztof Dmoszyński et évolue avec la réserve . Le désaccord porte sur l'indemnisation du joueur le temps de sa convalescence. 

### La confirmation avec le Dyskobolia Grodzisk
Après de longues négociations, Sobolewski est prêté pour un an au Dyskobolia Grodzisk. Le 15 mars 2003, il marque lors de son premier match contre le Pogon Szczecin. Élément important de l'équipe, il dispute 14 matchs lors de la deuxième partie de saison 2002-2003 qui verra le Dyskobolia atteindre la deuxième place du championnat. Ses bonnes performances lui permettent d'être sélectionné en équipe nationale. En décembre 2003, son prêt se termine et il est définitivement transféré au Dyskobolia.

### Capitaine emblématique du Wisła Cracovie
Fort de ses bonnes prestations avec le Dyskobolia, il est approché par Southampton, mais choisit de rester au pays pour rejoindre le Wisła Cracovie, alors entrainé par Verner Lička. Il signe un contrat en janvier 2005 et devient dès ses premiers matchs un joueur clé de l'équipe.  Il fait sa première apparition le 12 mars 2005 sur le terrain du Łęczna et marque son premier but le 20 mars 2005 face au Polonia Varsovie.  
Titulaire au club, il l'aide à devenir champion de Pologne en 2005 et sera désigné meilleur milieu de terrain du championnat. Il est également un joueur important lors des autres titres en 2008 et 2009. À la suite du départ d'Arkadiusz Głowacki au Trabzonspor, il est nommé capitaine pour la saison 2010-2011, pour le 13e titre de champion.  
Durant ces années, intérêt de Southampton se poursuit, mais le Wisła se montre ferme et refuse le transfert. Trabzonspor est également intéressé mais le transfert, évalué à 1,5 million d'euros, est annulé à cause de soucis de solvabilité du club turc. Il quitte le club à l'issue de la saison 2012-2013, après avoir disputé 246 matchs pour le Wisła. 

### Un dernier contrat avec le Górnik Zabrze?
Le Wisła ne renouvelle pas son contrat et Sobolewski, alors âgé de 36 ans, s'engage avec le Górnik Zabrze pour une durée d'un an.

### Carrière internationale
Radosław Sobolewski a honoré sa première sélection le 20 août 2003 à l’occasion d’un match contre  l’équipe d'Estonie. Il a disputé cinq matchs de qualification pour la coupe du monde 2006. Sobolewski a donc participé à la compétition avec l’équipe de Pologne. Durant la compétition, il est devenu le premier joueur polonais à obtenir un carton rouge, lors de la défaite de la Pologne face à l’équipe hôte, l’Allemagne, un but à zéro. 
Juste après les éliminatoires de l’Euro 2008, qualifiant pour la première fois de son histoire la Pologne, Sobolewski prend sa retraite internationale, pour des raisons personnelles. Il s’arrête donc sur la dernière victoire face à la Belgique, le 17 novembre 2007. 

## Statistiques
(mis à jour au 3 décembre 2013)
| Club                  | Saison                | Ligue                 | Ligue  | Ligue | Coupes nationales | Coupes nationales | Coupes européennes | Coupes européennes | Total  | Total |
| Club                  | Saison                | Ligue                 | Matchs | Buts  | Matchs            | Buts              | Matchs             | Buts               | Matchs |       |
| --------------------- | --------------------- | --------------------- | ------ | ----- | ----------------- | ----------------- | ------------------ | ------------------ | ------ | ----- |
| Jagiellonia Białystok | 1994-1995             | I Liga                | 32     | 3     | 1                 | 0                 | –                  | –                  | 33     | 3     |
| Jagiellonia Białystok | 1995-1996             | I Liga                | 27     | 1     | 2                 | 0                 | –                  | –                  | 29     | 1     |
| Jagiellonia Białystok | 1996-1997             | II Liga               | 23     | 4     | 0                 | 0                 | –                  | –                  | 23     | 4     |
| Jagiellonia Białystok | 1997-1998             | II Liga               | 16     | 9     | –                 | –                 | –                  | –                  | 16     | 9     |
| Wisła Płock           | 1997-1998             | Ekstraklasa           | 17     | 1     | –                 | –                 | –                  | –                  | 17     | 1     |
| Wisła Płock           | 1998-1999             | I Liga                | 26     | 1     | 2                 | 1                 | –                  | –                  | 28     | 2     |
| Wisła Płock           | 1999-2000             | Ekstraklasa           | 28     | 1     | 6                 | 0                 | –                  | –                  | 34     | 1     |
| Wisła Płock           | 2000-2001             | Ekstraklasa           | 25     | 6     | 5                 | 0                 | –                  | –                  | 30     | 6     |
| Wisła Płock           | 2001-2002             | I Liga                | 14     | 3     | 5                 | 0                 | –                  | –                  | 19     | 3     |
| Dyskobolia            | 2002-2003             | Ekstraklasa           | 14     | 3     | –                 | –                 | –                  | –                  | 14     | 3     |
| Dyskobolia            | 2003-2004             | Ekstraklasa           | 16     | 4     | 1                 | 0                 | 4                  | 0                  | 21     | 4     |
| Dyskobolia            | 2004-2005             | Ekstraklasa           | 8      | 0     | 5                 | 0                 | –                  | –                  | 13     | 0     |
| Wisła Cracovie        | 2004-2005             | Ekstraklasa           | 12     | 1     | 5                 | 0                 | –                  | –                  | 17     | 1     |
| Wisła Cracovie        | 2005-2006             | Ekstraklasa           | 27     | 3     | 2                 | 0                 | 3                  | 1                  | 32     | 4     |
| Wisła Cracovie        | 2006-2007             | Ekstraklasa           | 18     | 2     | 3                 | 0                 | 7                  | 0                  | 28     | 2     |
| Wisła Cracovie        | 2007-2008             | Ekstraklasa           | 25     | 2     | 7                 | 1                 | –                  | –                  | 32     | 3     |
| Wisła Cracovie        | 2008-2009             | Ekstraklasa           | 28     | 3     | 5                 | 0                 | 5                  | 0                  | 38     | 3     |
| Wisła Cracovie        | 2009-2010             | Ekstraklasa           | 20     | 1     | 2                 | 0                 | 2                  | 0                  | 24     | 1     |
| Wisła Cracovie        | 2010-2011             | Ekstraklasa           | 26     | 1     | 2                 | 0                 | 4                  | 0                  | 32     | 1     |
| Wisła Cracovie        | 2011-2012             | Ekstraklasa           | 11     | 0     | 0                 | 0                 | 8                  | 0                  | 19     | 0     |
| Wisła Cracovie        | 2012-2013             | Ekstraklasa           | 19     | 1     | 5                 | 1                 | –                  | –                  | 24     | 2     |
| Górnik Zabrze         | 2013-2014             | Ekstraklasa           | 17     | 3     | 1                 | 1                 | –                  | –                  | 18     | 4     |
| Total                 | Jagiellonia Białystok | Jagiellonia Białystok | 98     | 17    | 3                 | 0                 | –                  | –                  | 101    | 17    |
| Total                 | Wisła Płock           | Wisła Płock           | 110    | 12    | 18                | 1                 | –                  | –                  | 128    | 13    |
| Total                 | Dyskobolia            | Dyskobolia            | 38     | 7     | 6                 | 0                 | 4                  | 0                  | 48     | 7     |
| Total                 | Wisła Kraków          | Wisła Kraków          | 186    | 14    | 31                | 2                 | 29                 | 1                  | 246    | 17    |
| Total                 | Górnik Zabrze         | Górnik Zabrze         | 12     | 3     | 1                 | 1                 | –                  | –                  | 13     | 4     |

### Palmarès
- Champion de Pologne : 2005, 2008, 2009 et 2011